# 神谷鈴
神谷 鈴（かみや りん、2003年2月21日 - ）は、愛知県出身の、日本の女子柔道選手。階級は52kg級。身長155cm。組み手は左組み。得意技は内股。

## 経歴
大成中学2年の時に近代柔道杯で2位になった。大成高校時代には際立った成績は収めていない。2021年に龍谷大学へ進学すると、2年の時には全日本ジュニアで3位となった。体重別団体の決勝では中堅（52kg級）選手として東海大学と対戦すると、1階級下の吉岡光に敗れてチームも2位だった。3年の時には全日本ジュニアで優勝した。世界ジュニアでは決勝まで進むと、昨年のチャンピオンであるイタリアのジュリア・カルナを袖釣込腰で破って優勝した。体重別団体では昨年に続いて2位だった。グランドスラム・東京では初戦でブラジルのラリッサ・ピメンタに反則負けを喫した。グランプリ・リンツでは初戦でオランダのナオミ・ファンクレベルに技ありで敗れた。4年の時には体重別の初戦で敗れた。
IJF世界ランキングは366ポイント獲得で79位(24/10/28現在)。

## 戦績
- 2017年 -　近代柔道杯 2位
- 2019年 -　全国高校選手権　団体戦　5位
- 2022年 -　全日本ジュニア　3位
- 2022年 -　体重別団体　2位
- 2023年 -　フランスジュニア国際　優勝
- 2023年 -　全日本ジュニア　優勝
- 2023年 -　世界ジュニア　優勝
- 2023年 -　体重別団体　2位

(出典、JudoInside.com)